# Vojenský újezd Javorina
Vojenský újezd Javorina (slovensky Vojenský obvod Javorina) byl vojenský újezd na Slovensku v okrese Kežmarok nedaleko Tatranského národního parku. Existoval v letech 1953–2010.
Byl zřízen 1. ledna 1953 na území 25 zrušených nebo zmenšených obcí. Zcela zanikly obce Blažov, Dvorce a Ruskinovce. Na území újezdu se nalézalo pět katastrálních území – Levočská dolina, Ľubické Kúpele, Ihla, Sýpková a Blažov. Jeho rozloha byla 31 623,6 ha. Území újezdu bylo totožné s vojenským výcvikovým prostorem Kežmarok.
Problémem újezdu byly nevypořádané majetkoprávní vztahy státu s držiteli pozemků. Tento stav se týkal celkově 8 586 ha pozemků. Ke svému majetku nemělo přístup více než 30 000 restituentů, kteří usilovali o zrušení újezdu.
Usnesení Vlády Slovenské republiky z roku 2002 zavázalo ministra obrany připravit zrušení vojenského újezdu Javorina k 31. prosinci 2006 a začlenit armádou uvolněné území k okolním obcím. Proces v roce 2006 zastavila poslanecká novela zákona o obecním zřízení, jejímž obsahem byla formální obnova zaniklé obce Ľubické Kúpele. Novela byla napadena skupinou zákonodárců a generálním prokurátorem, kteří ji poslali k Ústavnímu soudu SR. Ten v září 2009 rozhodl, že napadená usnesení pozbývají platnosti. Tím se opět otevřel prostor pro zrušení újezdu Javorina.
Vojenský újezd byl nakonec zrušen s účinností od 1. ledna 2011, rozhodnutím vlády SR z 1. prosince 2010 a jeho území bylo rozděleno mezi 19 přilehlých obcí (Bajerovce, Holumnica, Hradisko, Ihľany, Jakubany, Jurské, Kolačkov, Krásna Lúka, Levoča, Lomnička, Ľubica, Nižné Repaše, Podolínec, Poloma, Šambron, Tichý Potok, Torysky, Tvarožná, Vyšné Repaše) do 26 katastrálních území.